# ضومر
ضَوْمَر أو ضَوْمَرَان (الاسم العلمي: Basilicum)، جنس نباتات من فصيلة الشفوية، وصف لأول مرة في عام 1802. ويحتوي على نوع واحد معروف فقط، Basilicum polystachyon، موطنه إفريقيا، مدغشقر، جنوب آسيا (السعودية، الهند، الصين، الهند الصينية، بورنيو، الفلبين، إلخ.) وغينيا الجديدة وأستراليا ومختلف جزر المحيط الهادئ والمحيط الهندي